# Adela Simon Pera
Adela Simon Pera (Barcelona, 14 de juliol de 1919 - 25 de desembre de 1979) va ser una infermera catalana impulsora de la modernització de la professió infermera a Catalunya.
Quan encara no havia fet els 18 anys preceptius per a l'ingrés, va ser admesa com a alumna a la prestigiosa Escola d'Infermeres de la Generalitat de Catalunya, on es va formar durant els anys de la Guerra Civil sota la influència positiva de Manolita Ricart.
En acabar la guerra, però, la dictadura franquista la va tancar i va deixar el seu títol sense validesa per poder treballar. Li calgué tornar a estudiar, aquesta vegada va preferir la carrera de practicant, a la Facultat de Medicina de la Universitat de Barcelona, perquè tenien més prestigi. Tal vegada perquè la situació de la infermeria aquí era ben poc satisfactòria per a una professional formada amb les directrius més modernes, es traslladà a Anglaterra, on va estudiar a l’Escola Professional Nightingale, amb seu a l’Hospital de Saint Thomas, que el 1860 havia fundat Florence Nightingale, i també exercí durant alguns anys.

## Hospital General d'Astúries (Oviedo)
El 1958 el doctor Carles Soler Durall es va fer càrrec de la gerència de l'Hospital General d’Astúries i va demanar a Adela Simón que s'encarregués de l’organització del personal d'infermeria. Van fer equip per implementar una reforma profunda que va afectar significativament l’organització dels serveis prestats per infermeria, sent el més important  la creació d’un organigrama modern i jerarquitzat, on les supervisores tenien un paper clau en la gestió dels serveis i la definició de les funcions del personal d'infermeria, auxiliars i resta de personal al seu càrrec. Hi treballà entre 1958 i1966 i el seu sistema, que reconeixia el valor dels professionals, animà moltes vocacions que anaren expandint la seva filosofia cap a molts hospitals d'Espanya.

## Hospital de la Santa Creu i Sant Pau (Barcelona)
El 1966 el doctor Carles Soler Durall es va encarregar de la reforma assistencial de l'Hospital de la Santa Creu i Sant Pau i, novament, va comptar amb Adela Simón per encapçalar el canvi a la infermeria de l’Hospital. La reforma que va dirigir va provocar que es passés d’un hospital benèfic de caritat, on molt del personal sanitari hi treballava gratuïtament, a un hospital modern de característiques professionals. El model que va implantar es basà en un sistema d'atenció de 24 hores, i també va posar en marxa les primeres unitats especialitzadesː cures intensives, urgències, pediatria...Tot aquest procés iniciat el 1966 es donà per acabat al 1971.
En tots dos casos, la reforma implicava projectes de formació d'estudiants i infermeres. A l'Hospital de Sant Pau va ser responsable de l'Escola d'Infermeria de l'Hospital des del 1966 i va formar les noves infermeres en els coneixements i els principis que sempre havien orientat la seva carrera. Les noves infermeres escamparen arreu la modernització de la professió, com ara Pilar Masgrau, que va ser la responsable de la reforma de l'Hospital Clínic de Barcelona.
Van ser claus en el seu projecte de reforma i modernització el fet de tenir un model d'infermeria clar, definir amb precisió funcions, normes, protocols, documents per al registre; crear un model d'organització racional i molt ben estructurada. Adela Simón no va deixar obra escrita i la seva obra ha estat recollida i descrita per alumes i col·legues que han conegut i valorat la seva tasca ingent.

## Homenatges
El març de 2023, va ser una de les personalitats homenatjades per l'Ajuntament de Barcelona en la campanya Ciutat de Dones.